# Людмила Балан
Людми́ла Бала́н (рум. Ludmila Balan або Bălan; нар. 29 березня 1958, с. Серетеній Векь Теленештского району, Молдавська РСР) — молдовська телеведуча і співачка, магістр мистецтв. Стала відомою у 1990-ті роки як ведуча дитячих телепередач «На добраніч, діти!», «Будинок з історіями», «Від 5 до 10» та «Шоу Танті Людмили» на національному телебаченні Молдови.
Мати співака Дана Балана та телеведучої Санди Балан, дружина дипломата Михая Балана.

## Біографія
Людмила Балан народилася 29 березня 1958 року в селі Серетеній Векь Теленештського району Молдавська РСР. Її батько Борис Васильєв (7 серпня 1932 — 25 жовтня 2015) був учителем. В дитинстві він був депортований із сім'єю до Сибіру; пережив ГУЛАГ, був двічі заарештований (13 червня 1941, втік 17 листопада 1946; вдруге — 6 липня 1949 і втік наступного дня). Ці факти він описав у автобіографічній книзі «Сталін вкрав моє дитинство». У 2012 році Борис Васильєв був відзначений орденом Республіки.
Балан закінчила факультет журналістики Державного університету Молдови. Дебютувала на телебаченні у 19 років і протягом 10 років працювала у національній телекомпанії «Молдова-1». Згодом була продюсеркою дитячого шоу «Танті Людмила». Коли її чоловік Михай Балан був призначений послом Молдови в Ізраїлі, разом з родиною переїхала до Тель-Авіва. У 2002 році після повернення в Молдову повернулась до проєкту «Шоу Танті Людмили». 2003 року шоу було закрите через брак великих організаційних та фінансових ресурсів. Після закриття шоу Людмила Балан зробила серію телепередач про успішних молдован для телеканалу «Романтика» у Бухаресті. Вона представила публіці в Румунії зірок Республіки Молдова та історії успіху таких особистостей, як Григоре Вієру, Ніколае Ботгрос, Іон Суручану, Наталія Барбу, Петру Вуцареу, Анастасія Лазарюк та ін.
Людмила Балан відзначалася привабливим виглядом і та стильними сукнями. 2008 року, у віці 50 років, Людмила Балан позувала у купальнику для VIP Magazine.
У 2013 році дебютувала як сольна співачка з піснею «За поцілунок» («рум. Pentru o sărutare»). Ще раніше брала участь у запису пісні «Зимові канікули» на першому альбомі гурту «O-Zone», до складу якого входив її син Дан Балан. У лютому 2014 року вона записала циганську народну пісню під назвою «În ochii negri» («В чорних очах»). У день народження 2015 року на шоу «Пробудження у вихідні» телеканалу Jurnal Людмила Балан презентувала нову пісню «рум. Dor de nos».
2020 року Людмила Балан як гостя взяла участь у десятому сезоні українського телевізійного шоу Голос країни, одним із суддів якого був її син Дан Балан. Вона виконала дві пісні, одну румунською мовою, а другу українську народну весільну пісню «Горіла сосна, палала". 
Людмила Балан одружена з дипломатом Міхаєм Баланом, у родині двоє дітей: співак Дан Балан та телеведуча Санда Балан.
У 1999 році Президент Республіки Молдова Петру Лучинський надав Людмилі Балан почесне звання «Майстер мистецтв».